# Techmessa
Techmessa es un género de escarabajos cardinales. Se encuentran solamente en Nueva Zelanda. Las larvas viven como depredadores bajo la corteza de árboles en descomposición.

## Descripción
Son escarabajos cardenales de tamaño mediano, oblongos, rojos o negros. La cabeza es corta, su epistoma es amplia y cuadradamente truncada al frente. Los ojos son grandes, ligeramente transversales. Las antenas están insertadas en ligeras prominencias delante de los ojos y bastante distintas de ellos con más de 10 segmentos. El protórax suele ser más ancho que largo y convexo. Sus élitros son alargados, paralelos, levemente convexos y algo redondeados en el ápice. Fémures sublineales con la tibia armada con dos espolones en el ápice.

## Ciclo de vida
Las larvas viven como depredadores bajo la corteza de árboles muertos. El desarrollo larvario puede tardar entre 2 y 3 años. También se pueden encontrar en las flores donde beben néctar. Algunas especies producen la toxina cantaridina, que se cree que desempeña un papel en la atracción entre los sexos.

## Predominio
El género está muy extendido en Nueva Zelanda .

## División sistemática
- Orden de escarabajos: Coleoptera.
  - Suborden Polyphaga
    - Grupo (infraorden) Cucujiformia
      - Superfamilia Heterómeros, Tenebrionoidea Latreille, 1802
        - Escarabajos cardenales de la familia, Pyrochroidae Latreille, 1807
          - Subfamilia Pilipalpinae Abdullah, 1964
            - Género Techmessa F. Bates, 1874 - 3 especies
              - Techmessa concolor F. Bates, 1874
              - Techmessa longicollis Broun, 1903
              - Techmessa telephoroides F. Bates, 1874